# Lilla Lövö
Lilla Lövö ist eine Insel im schwedischen Moorgebiet Store Mosse.

## Lage
Die Insel liegt im südwestlichen Teil des Moors und stellt einen Moränenhügel dar. Über sie führt der Wanderweg Lilla Lövö runt. An der Nordseite Lilla Lövös besteht ein kleiner Rastplatz und Aussichtspunkt. Nördlich der Insel verläuft eine Sanddüne, die schon in historischer Zeit einen Weg durch den Sumpf darstellte. Der Untergrund der Insel besteht aus Moränenmaterial und Smålandgranit. Auf der Insel befindliche Felsen bestehen aus Metabasit, einem grünlichen Gestein.

## Flora und Fauna
Auf der Insel wachsen Fichten und Kiefern. Der Boden ist nährstoffreich. An Vögeln kommen insbesondere Buntspechte und Meisen vor. Der Orkan Gudrun riss im Januar 2005 auf einer größeren Fläche die Bäume um. Der Zustand wurde so belassen, um durch eine natürliche Entwicklung die Artenvielfalt auf der Insel zu erhöhen.
Lilla Lövö ist von einem sogenannten Randsumpf umgeben. Die Vegetation in diesem zwischen dem festen Land der Insel und dem eigentlichen Moor gelegene Randsumpf ist dichter, da von Lilla Lövö herabfließendes nährstoffreiches Oberflächenwasser eine stärkere Vegetation ermöglicht. Im Randsumpf wachsen Birken und Kiefern, die schon deutlich größer werden als entsprechende Bäume im Moor. Darüber hinaus kommen Fieberklee und Schnabel-Segge vor. Der Gagelstrauch wächst direkt am Übergang zum festen Land.